# エリオンド
エリオンド（Eriond）、あるいはエランド（Errand）は、デイヴィッド・エディングスのファンタジー小説『ベルガリアード物語』および『マロリオン物語』に登場する架空の人物。

## 人物概略
ベルガリアード、マロリオンの両方で描かれた《光と闇の対決》における最後の《光の子》であり、『マロリオン物語』終盤以降、トラク（Torak）の代わりにアンガラクの民を治め、最終的には地球上の全世界を治める神として地上に存在することになる少年である。父はウル（UL）、母は世界。兄弟はアルダー（Aldur）、ベラー（Belar）、チャルダン（Chaldan）、イサ（Issa）、ネドラ（Nedra）、マラ（Mara）である。特徴としては、
- 金髪の巻き毛を持つ少年である。
- ガリオン（Garion）以外に何の害もなく《アルダーの珠》に触れることができる数少ない人物のひとり。
- 神として覚醒する前から、何の驚きもなしに神（アルダー、ウル）と楽しく対話をすることができる。
- 人の心を読むことができ、物事の正体を見破ったり、魔術を使わずに火を消したりすることができる。
- 『ベルガリアード物語』でガリオンが蘇生させた子馬をこよなく愛している。
- 好物はポリッジである。

である。ベルガリアード、マロリオンにおいて最重要キャラクターのひとりである。

## 性格
まさに『純粋無垢』という言葉がふさわしい少年であると同時に、非常に物わかりが良い少年である。大人しく、喜怒哀楽（とくに怒りと哀しみ）の感情をあまり表に出さない。また、物事の正体を見破ることができるので『恐怖』という感情を抱いたことがない。ベルガリオン同様、他者を疑うということもなく、他者と平等に接することのできる心優しい性格の持ち主である。
しかし、自分が『正しくない』と直感で感じたことには真っ向から立ち向かう。『ベルガリアード物語』では死んでしまったダーニクを蘇らせるよう、神の父ウルに「使命」（エランド）と命じた。また、『マロリオン物語』では、クトル・マーゴスの神殿でグロリムの儀式（＝人身御供）が始まろうとしていたとき、部屋中の火という火を消すなどして、その行為を無理やりやめさせた。
その性格は、神として覚醒してからも変わることはない。

## 出生～『ベルガリアード物語』での活躍
はるか遠い昔、宇宙のある場所でひとつの星が爆発した。しかし、その星が本来爆発すべきではない場所で爆発してしまったために、宇宙を分裂させるほどの大事故が発生してしまった。そのため、宇宙――果ては世界――の運命は『光』と『闇』の2つに別れ、再び1つになる日を永いこと待ち続けていた。
本来『7番目の神』として生まれるはずだったエリオンドは、この宇宙での大事故以来、魂として存在し続けていた。彼が地球で肉体を得て活動を始めたのは、ベルガリオンがこの世に生を受けた、まさにその瞬間からである。彼は幼児の姿でひとり、世界の様々な人々から寝る場所と食べ物を提供してもらいながらあちこちを放浪していた。何も喋れないまま、本当の名前すら知らないまま。
そんな彼の運命が動き出したのは、邪神トラクの側近ゼダー（Zedar）とどこかの街の路地裏で出逢った時である。ゼダーは《アルダーの珠》をリヴァ王国（Riva）から奪うべく、純粋な心を持った子供を探していた。そのとき、ゼダーが見つけたのが彼だった。彼はクトル・マーゴスのラク・クタカ近郊の断崖にあるクタカの望楼でゼダーと暮らすが、その間、2人が会話することはめったになかった。彼がゼダーに言われていたのは、ただひとつ。
「お前にやってもらいたい使命（＝エランド）があるのだ」
彼がゼダーとの生活で覚えた唯一の言葉であり、唯一口から発した言葉――それが『エランド（Errand）』だった。
彼が《アルダーの珠》を盗むのに妥当な年齢になると、ゼダーは彼を連れて風の島へ向かった。そして、ゼダーの目論み通り、彼はリヴァ王の玉座の後ろに飾ってあった《リヴァ王の剣》から《珠》を見事に『盗んだ』。ゼダーは《珠》を持った彼とともに、風の島から南へ向かい、トラクの眠る『終わりなき夜の都』クトル・ミシュラクへ向かおうとするが、道中、クトル・マーゴスのラク・クトルで、同門にしてライバルのクトゥーチク（Ctuchik） に行く手を阻まれ、やむなく彼と《珠》をクトゥーチクのもとへ置くこととなる。
その後、彼はしばらくクトゥーチクのもとで過ごすことになるが、《珠》を奪還すべく旅を急いでいたガリオン（のちのベルガリオン）一行が現れたことで運命が急変する。クトゥーチクが自滅し、崩壊するラク・クトルの神殿から、彼はガリオンの手で救助される。そして、リヴァへ戻る道中でセンダリアの鍛冶屋ダーニク（Durnik）から『エランド君』と呼ばれたことがきっかけで、みなから『エランド』と呼ばれるようになる。ガリオンやダーニク、ベルガラス（Belgarath）、ポルガラ（Polgara）といった数多くの人々と出会うことで、エランドの人生は大きく開けていく。
やがて一行がリヴァに到着すると、エランドはガリオンとともにリヴァ王の玉座に向かい、《リヴァ王の剣》の柄頭に《珠》を戻した。そして、ガリオンが剣に戻された《珠》に触れた瞬間、リヴァ王ベルガリオン（Belgarion）が誕生した。
同時に、邪神トラクが深い眠りから覚醒し始めたのを知ったベルガリオンが、しばらくして、ベルガラスやシルク（Silk）をともなってクトル・ミシュラクに旅立った。エランドはポルガラやダーニクたちに護られながら、将来の夫のために武装蜂起したトルネドラの王女セ・ネドラ（Ce'Nedra）とともに、トラクを信奉するアンガラク人国家との戦争に巻き込まれることになる。しかし、ポルガラが魔術の使いすぎで体力を消耗してしまったところへマロリー皇帝ザカーズ（Zakath）が現れ、ポルガラやセ・ネドラ、ダーニクとともにクトル・ミシュラクに連行されてしまう。
クトル・ミシュラクでゼダーと再会したエランドだったが、喜びや嬉しさといった感想はなかったようである。というのも、ゼダーはポルガラとの口論で苦渋に満ちた胸のうちを語っていたのだ。そして、ポルガラを助けようとしたダーニクがゼダーに殺されてしまう。
やがて、一足遅れてやってきたベルガラスによってゼダーは死よりも耐えがたい苦痛を味わうはめになり、ベルガリオンは《光の子》として《闇の子》トラクを倒す。やがて、息子たちとともに死んだ神トラクを迎えに来たウルに、エランドはダーニクを生き返らせるよう頼む。「父上、使命（エランド）」と。7人の神の力とベルガリオンの力、それに《珠》とエランドの力によってダーニクは生き返ったのだった。

## 『マロリオン物語』での活躍
数多くの謎を秘めたまま、エランドは結婚したダーニクとポルガラ夫妻とともに、ポルガラの故郷《アルダー谷》で暮らすこととなる。《谷》にいれば、仲間の魔術師とともに、《珠》を狙う輩からエランドを護ることができるとポルガラと彼女の父・ベルガラスが判断したからである。エランドは《谷》で暮らすうちに、『家族』というものの温かさや素晴らしさに気づき、語彙もどんどん増えていく。
久しぶりにリヴァに行ったとき、エランドはかつてベルガリオンが命を蘇らせた馬と再会する。蘇生したときから仲が良かった馬とエランドはすぐに打ち解け、やがて《谷》へ帰ると、馬を自由に乗りこなして《谷》を闊歩するようになる。
《谷》で暮らした数年間で、エランドはいくつか不思議な経験をしている。ベルガラスやポルガラをはじめとする《谷》の魔術師たちの《師》アルダー神との出会い、ケルの女予言者シラディス（Cyradis）の幻影との遭遇、そして謎の声との会話……普通の少年なら驚き、恐れおののきそうな体験だが、彼は怖れることなく、まるで当たり前のことのように受け止める。
それから数年たったある日、リヴァの皇太子でベルガリオンとセ・ネドラの息子のゲラン（Geran）が誘拐されてしまい、エランドもリヴァに向かうことになる。唯一の手がかりのありかだと思われていたドラスニアの町レオンでかすかな希望がついえたとき、焦燥しているベルガリオン夫妻たちのもとへシラディスの幻影と大男トス（Toth）が現れる。
シラディスは彼らに告げる。ゲランを誘拐した人物が《闇の子》ザンドラマス（Zandramas）であること、ザンドラマスはゲランとともにもうひとつの《珠》サルディオン（Sardion）のもとへ向かっていること、ベルガリオンは《光の子》として、必ずベルガラス父娘と【世界の女王】、【珠かつぎ】、【二つの命を持つ男】、【案内人】、【物いわぬ男】、【女狩人】、【男ならぬ男】、【からっぽの者】、【見張り女】だけを旅の仲間として連れて《光と闇の最終対決》に臨まなければならないこと、《光と闇の最終対決》は『もはや存在しない場所』で行われること、《対決》の途中で必ず誰か一名が必ず死ぬこと……すべてを告げた彼女の幻影は【物いわぬ男】トスを残して消える。エランドは予言に登場する【珠かつぎ】として、ベルガリオン夫妻やポルガラ夫妻、ベルガラス、シルク、トスとともにゲラン追跡の旅に出る。仲良しの馬と一緒に。
旅が進んでいくうちに、エランドは仲間たちの前で次々と才能を開花させ始める。人の心を読む力、物事の真実を見抜く力、魔術も使わずに火を消す力……彼の能力に7000年の時を生きるベルガラスですら困惑する。さらに、ウルゴランドの都プロルグの洞窟に立ち寄ったとき、神の父ウルから本当の名前『エリオンド（Eriond）』を授けられるのであった。
そして、旅が最終局面に入り、《光と闇の最後の対決》が始まったとき、シラディスによる選択の段取りに基づき、エリオンドはベルガリオンから《光の子》に選ばれる。一方、ザンドラマスが《闇の子》として差し出したのはベルガリオンの子・ゲランだった。時が満ち、シラディスは苦渋の末、《光の子》エリオンドを選択する。その瞬間、エリオンドは7番目の神として覚醒し、2つに分かれていた運命を1つにするべく行動する。
すべてが終わった後、エリオンドは本当のアンガラクの神として、マロリーのザカーズとシラディス夫妻のもとに、しばし身を寄せることとなる。トラクおよび指導者たちの死後、混沌としていたグロリムたちの使命を人身御供から人々の救済に変え、彼らの衣を黒から白へ変えた。
ポルガラが《アルダー谷》で双子を出産したとき、一面の銀世界に包まれた《谷》にある丘の上から父や兄弟とともにポルガラと仲間たちを祝福した。
そして、彼は旅を続ける。父と兄弟たちが去った後の、全世界を支える神になるために――。